# Astérix et Obélix : Mission Cléopâtre
Pour les articles homonymes, voir Astérix et Cléopâtre (homonymie).
Série Astérix et Obélix
Astérix et Obélix contre César
(1999) Astérix aux Jeux olympiques
(2008)
Pour plus de détails, voir Fiche technique et Distribution.
Astérix et Obélix : Mission Cléopâtre est un film franco-allemand écrit et réalisé par Alain Chabat, sorti en 2002.
Le film débute alors que Cléopâtre, la reine d'Égypte, décide, pour prouver à Jules César la grandeur de la civilisation égyptienne, de construire un palais en plein désert en l'espace de trois mois. Pour cela, elle fait appel à l'architecte Numérobis. Ce choix déplaît fortement à l'architecte royal, Amonbofis, jaloux de n'avoir pas été désigné pour mener à bien le projet. Numérobis, inquiet du délai extrêmement court dont il dispose, décide de se rendre en Gaule pour demander de l'aide à un vieil ami, le druide gaulois Panoramix, détenteur du secret de la potion magique, ainsi qu'à ses amis, Astérix et Obélix. Les trois Gaulois accompagnent Numérobis à Alexandrie, où ils devront déjouer les manigances d'Amonbofis et des Romains, car si Numérobis ne termine pas à temps la construction du palais, il sera jeté aux crocodiles sacrés.
Adaptation de la bande dessinée Astérix et Cléopâtre de René Goscinny et Albert Uderzo, publiée en 1963, Mission Cléopâtre est le deuxième film de la saga Astérix et Obélix sur grand écran. À ce jour, il est celui qui rencontre le plus de succès en France, avec plus de 14 millions d'entrées, ce qui le place au 4e rang des films français au box-office national et au premier rang des films de l'année 2002.
Le 21 mai 2023, Alain Chabat annonce la sortie en salle d'une version intégralement restaurée, agrémentée de scènes inédites.

## Synopsis
Dans le palais de Cléopâtre, César provoque la colère de Cléopâtre en lui disant que son peuple est inférieur aux Romains car ils ne construisent que des pyramides, mais Cléopâtre est bien décidée à lui prouver le contraire par un pari : si le peuple de Cléopâtre parvient à construire un plus beau palais pour César en moins de trois mois, il devra admettre devant tout le monde que les Égyptiens sont meilleurs que les Romains.
Cléopâtre envoie alors chercher l'architecte Numerobis, qui est en retard sur les travaux de la maison de Malococsis. Elle lui demande de superviser les travaux du palais de César en lui promettant de l’or en cas de réussite. Il sera jeté en pâture aux crocodiles sacrés en cas d’échec. En sortant, Numerobis est menacé par Amonbofis, bien décidé à gâcher les constructions de Numerobis faute d’avoir été choisi à sa place. Numerobis commence à mesurer le terrain du palais avec l’aide de son scribe Otis, qui pense qu’ils n’ont pas la puissance nécessaire pour y arriver, jusqu’à ce que Numerobis repense à une vieille histoire de son père qui parlait d'un druide gaulois qui pouvait préparer une potion magique donnant des pouvoirs surhumains. Numerobis décide de se rendre en Gaule pour trouver ce druide, Panoramix.
Dans leur village gaulois, Astérix et Obélix tapent sur des Romains jusqu’à ce qu’ils tombent sur Numerobis qui cherche Panoramix. Ils décident de le présenter au druide qui le reconnaît dès que celui-ci évoque son père. Après avoir refusé de donner de la potion à Numerobis malgré les négociations de celui-ci, Panoramix accepte de partir avec lui l’aider tout en en profitant pour découvrir l’Égypte avec Astérix, Obélix et Idéfix. Pendant le voyage vers l’Égypte, ils croisent le navire pirate de Barbe-Rouge qui s’apprête à aborder leurs navires jusqu’à ce qu’ils reconnaissent les Gaulois, ce qui pousse Barbe-Rouge à saborder son propre navire plutôt que de se battre contre eux.
Une fois arrivés en Égypte, Numerobis présente à Cléopâtre ses amis gaulois venus pour l’aider à la construction du palais, ce qui ne la dérange pas, tandis qu’Astérix tombe sous le charme d’une demoiselle de Cléopâtre, Guimieukis. Alors que le groupe se rend sur le chantier, Amonbofis convainc les travailleurs de faire grève. Ceux-ci se présentent à Numerobis pour réclamer de meilleures conditions de travail. Panoramix les accepte et décide de donner de la potion magique aux ouvriers pour faire avancer les travaux.
Voyant l’avancement du chantier, Amonbofis envoie Nexusis soudoyer le fournisseur de pierres pour qu’il jette les pierres destinées au palais dans le Nil, n'apportant que des gravats, mais Obélix réussit à faire avouer ses méfaits au fournisseur. Le trio gaulois décide de se rendre aux carrières pour trouver de nouvelles pierres. En chemin, Obélix casse le nez du sphinx, tandis que Panoramix pose pour une gravure souvenir. Ils visitent une pyramide avec Nexusis qui les enferme dans un tombeau, ce qui oblige Panoramix à donner trois gouttes de potion magique à Obélix pour en sortir, mais ils ne parviennent pas à trouver la sortie jusqu’à ce qu’Idefix la retrouve grâce à son flair et leur permette de sortir de la pyramide. Sur le chemin du retour, Obélix tire à toute vitesse sur les navires de charge et fait couler le navire de Barbe-Rouge sur sa trajectoire.
En voyant les Gaulois de retour sur le chantier, Amonbofis décide de s'allier à César pour saboter le chantier, car César ne veut pas perdre la face contre Cléopâtre. Amonbofis échafaude un nouveau plan qui consiste à envoyer un gâteau empoisonné à Cléopâtre en lui faisant croire que c’est un cadeau des Gaulois. Cléopâtre ordonne l’arrestation des trois Gaulois et les enferme dans un cachot. Pour prouver leur innocence, le trio boit un antidote préparé par Panoramix avant de sortir de prison, puis chacun d’entre eux mange une part (Obélix mangeant le reste) du gâteau empoisonné sans ressentir les effets. Ils sont libérés.
César envoie un espion évaluer l’avancée du chantier et apprend que les ouvriers utilisent la potion magique. Il charge le Centurion Caius Céplus de donner l’assaut pour que les Romains détruisent le palais, mais Astérix et Obélix tabassent toutes les légions au point qu’elles battent en retraite, ce qui pousse Caius Ceplus à utiliser les catapultes pour démolir le palais. Désespéré, Numerobis écrit un message qu’Idefix doit transmettre à Cléopâtre, sous la protection d’Astérix qui utilise la potion magique pour y arriver. Mais il fait tomber sa gourde en partant et Amonbofis en profite pour boire les dernières gouttes.
Tandis qu'Obélix essaye de défendre au maximum le palais, Numerobis boit la potion et affronte Amonbofis dans un combat de karaté, et finit par triompher de son adversaire. Pendant ce temps, Astérix poursuit sa route en char, poursuivi par des Romains, mais il réussit à leur échapper grâce à Malococsis qui l’escorte jusqu’à Cléopâtre. Elle prête attention au message et demande à Guimieukis de raccompagner Astérix pendant qu’elle s’occupe du reste. Après quelques échanges de baisers avec Guimieukis, Astérix obtient une force égale à celle donnée par la potion magique, ce qui lui permet de revenir sur le chantier. En colère, Cléopâtre rejoint César et exige que ses hommes stoppent l’assaut et qu’ils aident à reconstruire le palais. César transmet les ordres de Cléopâtre aux Romains.
Le palais est terminé dans les temps et Jules César admet sa défaite et la supériorité des Égyptiens lors de l’inauguration. Durant la visite du nouveau palais, César et Cléopâtre découvrent l’invention d’Otis, le sansefforteur (ascenseur) qui est tiré par l’équipage de Barbe-Rouge. Ils se réconcilient en partageant un moment romantique en privé. Numerobis reçoit sa récompense en pièces d'or comme promis pour avoir terminé les travaux à temps tandis que Panoramix reçoit en cadeau des manuscrits issus de la bibliothèque d'Alexandrie par Cléopâtre en remerciement pour avoir aidé Numérobis à achever la construction du palais à temps grâce à la potion magique.
Le film se termine par une grande fête au palais de César.

### Scène post-générique (2002)
Numérobis tente désespérément d'expliquer la blague du « Phare à On » à une jeune et jolie Égyptienne, tandis que César est confronté au videur de la fête, qui ne trouve pas son nom dans le registre. Une autre scène montre Amonbofis toujours coincé dans le mur après la bagarre avec Numérobis, appelant au secours.

## Fiche technique
Sauf indication contraire, les informations mentionnées dans cette section peuvent être confirmées par la base de données cinématographiques IMDb,  présente dans la section « Liens externes ».
- Titre original : Astérix et Obélix : Mission Cléopâtre[2]
- Titre international : Asterix & Obelix: Mission Cleopatra
- Réalisation : Alain Chabat
- Scénario : Alain Chabat, d'après la bande dessinée Astérix et Cléopâtre de René Goscinny et Albert Uderzo
- Musique : Philippe Chany
- Direction artistique : Laurent Ott
- Décors : Hoang Thanh At
- Costumes : Philippe Guillotel, Tanino Liberatore et Florence Sadaune
- Photographie : Laurent Dailland
- Son : Thierry Lebon, Hanna Makowska, Jérôme Wiciak
- Montage : Stéphane Pereira
- Affiche et logo : Julien Pelgrand
- Production : Claude Berri
  - Production déléguée : Pierre Grunstein et Sarim Fassi-Fihri
  - Production associée : Thomas Langmann, Dieter Meyer et Roland Pellegrino
  - Coproduction : Alain Chabat
- Sociétés de production[3] : Chez Wam, La Petite Reine, Katharina, Renn Productions, KC Medien, TF1 Films Productions, Canal+ et CNC
- Société de distribution : Pathé Films
- Budget : 50,3 millions d'euros[4],[5] (soit environ 74,2 millions d'euros en 2024[6])
- Pays de production :  France,  Allemagne
- Langues originales : français, arabe, cantonais, latin et allemand
- Format[7] : couleur (Duboicolor) - 35 mm - 2,35:1 (CinémaScope) - son DTS | Dolby Digital
- Genre : comédie, aventures, fantastique et péplum[8],[9],[10]
- Durée : 107 minutes, 112 minutes (version restaurée)
- Dates de sortie[2] :
  - France, Belgique, Suisse romande : 30 janvier 2002
  - 05 juillet 2023 (ressortie cinéma en France)[11],[12]
  - Allemagne : 7 mars 2002
  - Québec : 7 juin 2002[13]
- Classification[14] :
  - France : tous publics (conseillé à partir de 8 ans)[15],[16]
  - Allemagne : enfants de 6 ans et plus (FSK 6)
  - Belgique : tous publics (Alle Leeftijden)[11]
  - Québec : tous publics (G - General Rating)[13]
  - Suisse romande : interdit aux moins de 7 ans[17]

## Distribution
- Christian Clavier : Astérix
- Gérard Depardieu : Obélix
- Jamel Debbouze : Numérobis
- Monica Bellucci : Cléopâtre
- Alain Chabat : Jules César
- Claude Rich : Panoramix
- Gérard Darmon : Amonbofis
- Édouard Baer : Otis
- Dieudonné : Caius Céplus
- Isabelle Nanty : Itinéris
- Édouard Montoute : Nexusis (Tournevis), le sbire d'Amonbofis
- Jean Benguigui : Malococsis
- Pierre Tchernia : Caius Gaspachoandalus et le narrateur
- Chantal Lauby : Cartapus
- Jean-Paul Rouve : Caius Antivirus
- Noémie Lenoir : Guimieukis
- Marina Foïs : Sucettalanis
- Bernard Farcy : le capitaine Barbe-Rouge
- Michel Crémadès : Triple-Patte
- Mouss Diouf : Baba, la vigie des pirates
- Sophie Noël : la fille de Barbe-Rouge
- Emma de Caunes : la secrétaire de César
- Alex Berger : Caius Tchounus Mogulus
- Victor Loukianenko : Brutus
- Zinedine Soualem : Feudartifis
- Dominique Besnehard : le goûteur
- Pierre-François Martin-Laval : le lanceur à la catapulte
- Pascal Vincent : le légionnaire à la catapulte
- Maurice Barthélemy : le légionnaire Couloirdebus
- Philippe Chany : Maori Mataf (un pirate)
- Fatou N'Diaye : Exlibris
- Monia Meflahi : Myosotis
- Louis Leterrier : Ouhécharlis
- Joël Cantona : un légionnaire en Gaule
- Cyril Raffaelli : un légionnaire en Gaule
- Claude Berri : le peintre
- Mathieu Kassovitz : le physionomiste
- Thierry Lemaire : un ouvrier ZZ Top
- Momo Debbouze : le vendeur de sphinx
- Jean-Pierre Bacri : le commentateur du reportage sur la langouste
- Larbi Idrissi : le client du brocanteur à qui Astérix emprunte le char dans la poursuite
- Jean-Pierre Lazzerini et Xavier Maly : les légionnaires laconiques
- Thierry Desroses : le garde qui arrête les Gaulois lors de leur repas / Numérobis pour la réplique « Et c'est qui le lion maintenant ? » (voix)
- Lucien Jean-Baptiste : le gardien de cellule des Gaulois (voix)
- Serge Faliu : un maître de chantier avec une trompette (voix)
- Med Hondo : un maître de chantier (voix)
- Omar Sy : un peintre de hiéroglyphes (scène coupée)
- Fred Testot : un peintre de hiéroglyphes (scène coupée)

Sources : Allociné et sur le site officiel Astérix.com

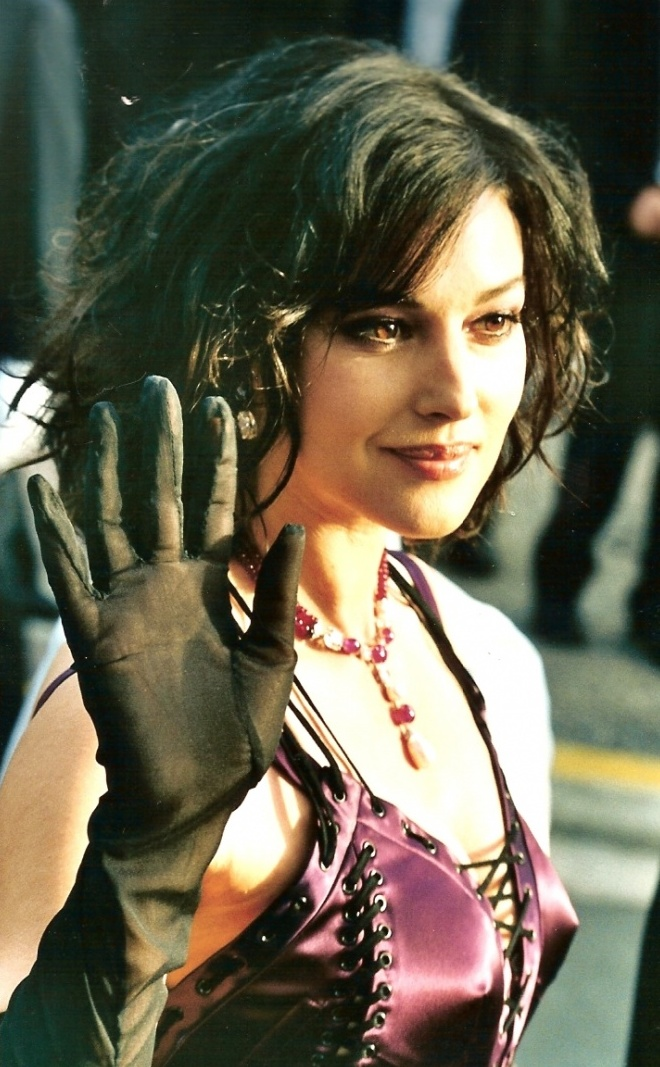
Monica Bellucci interprète Cléopâtre
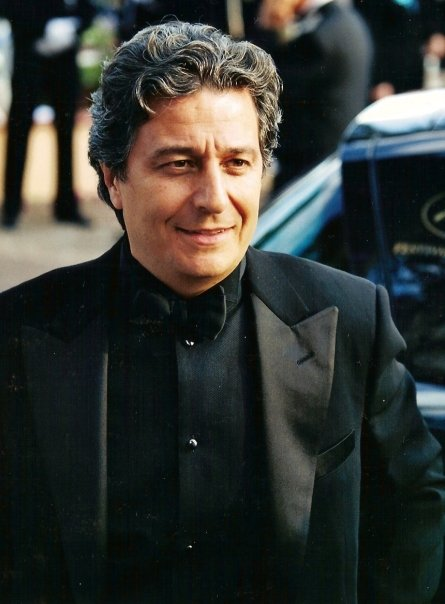
Christian Clavier interprète Astérix
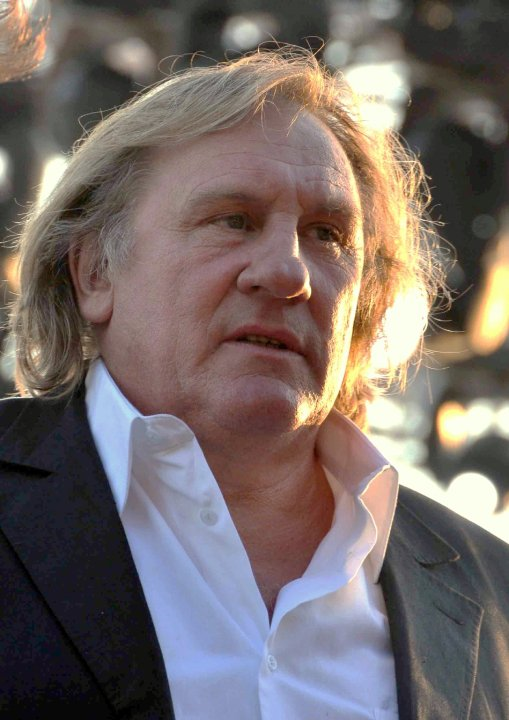
Gérard Depardieu interprète Obélix
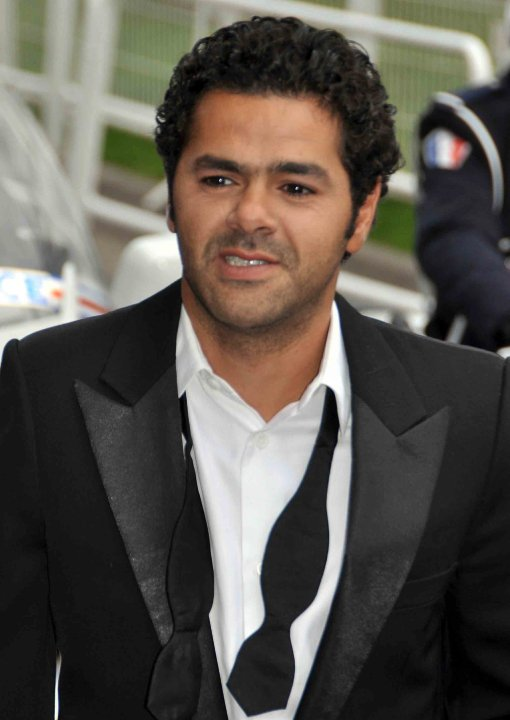
Jamel Debbouze interprète Numérobis
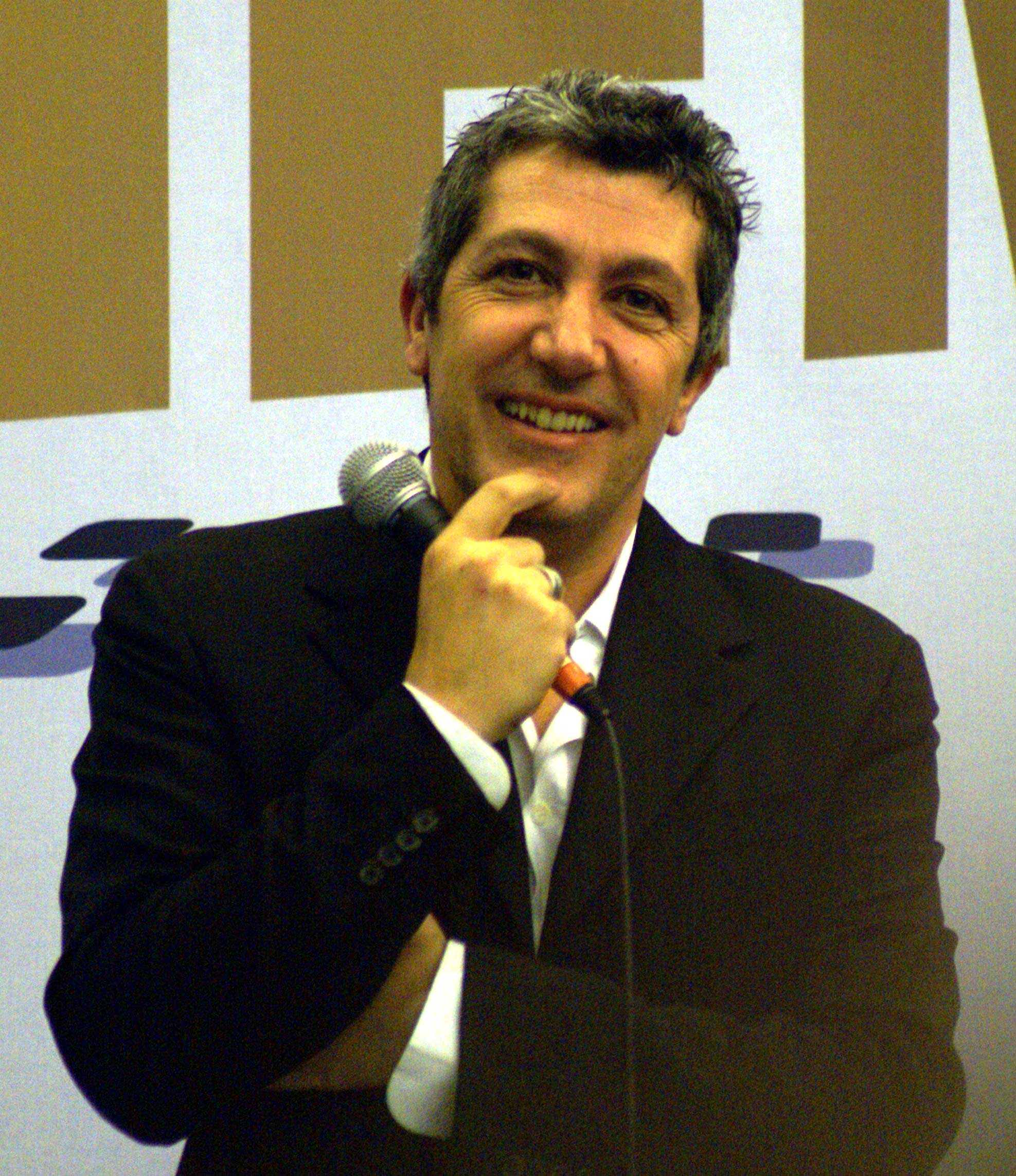
Alain Chabat interprète Jules César
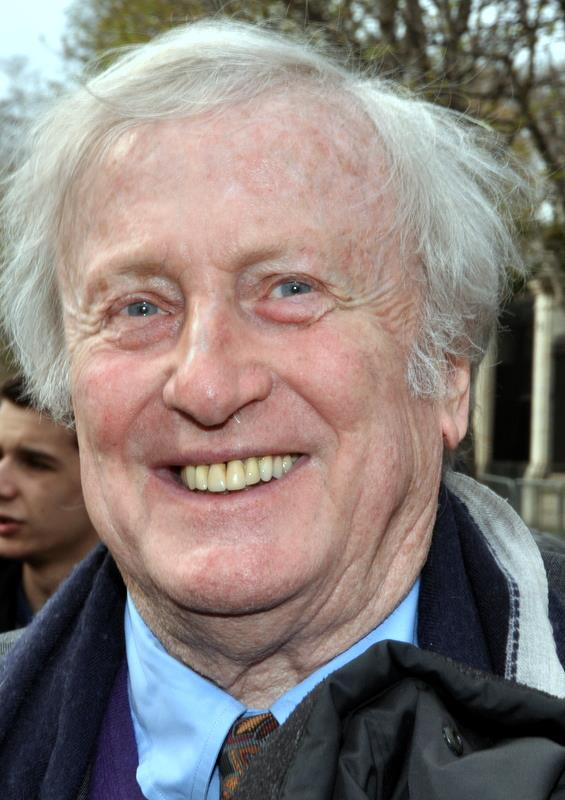
Claude Rich interprète Panoramix
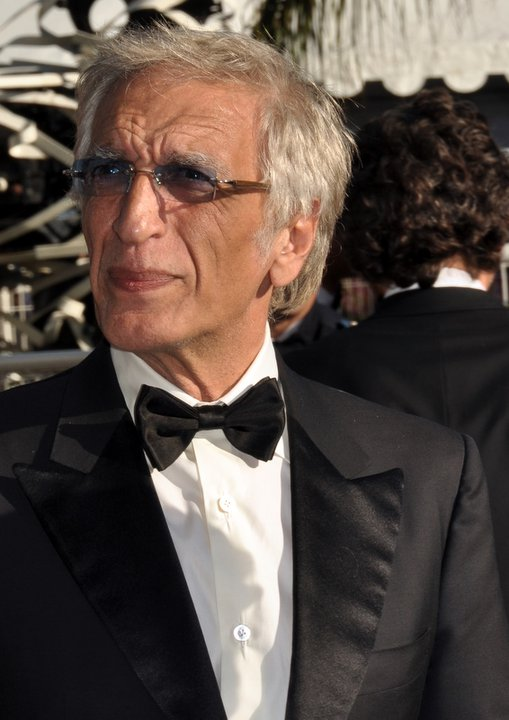
Gérard Darmon interprète Amonbofis
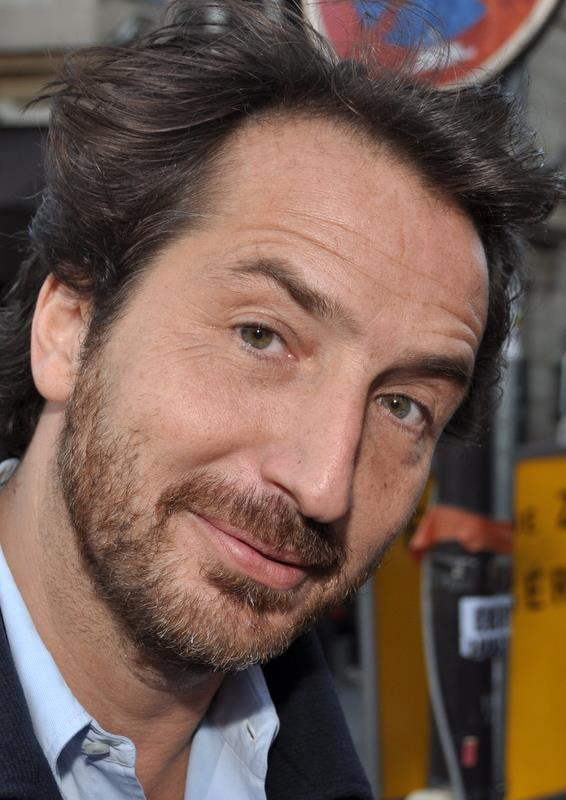
Édouard Baer interprète Otis
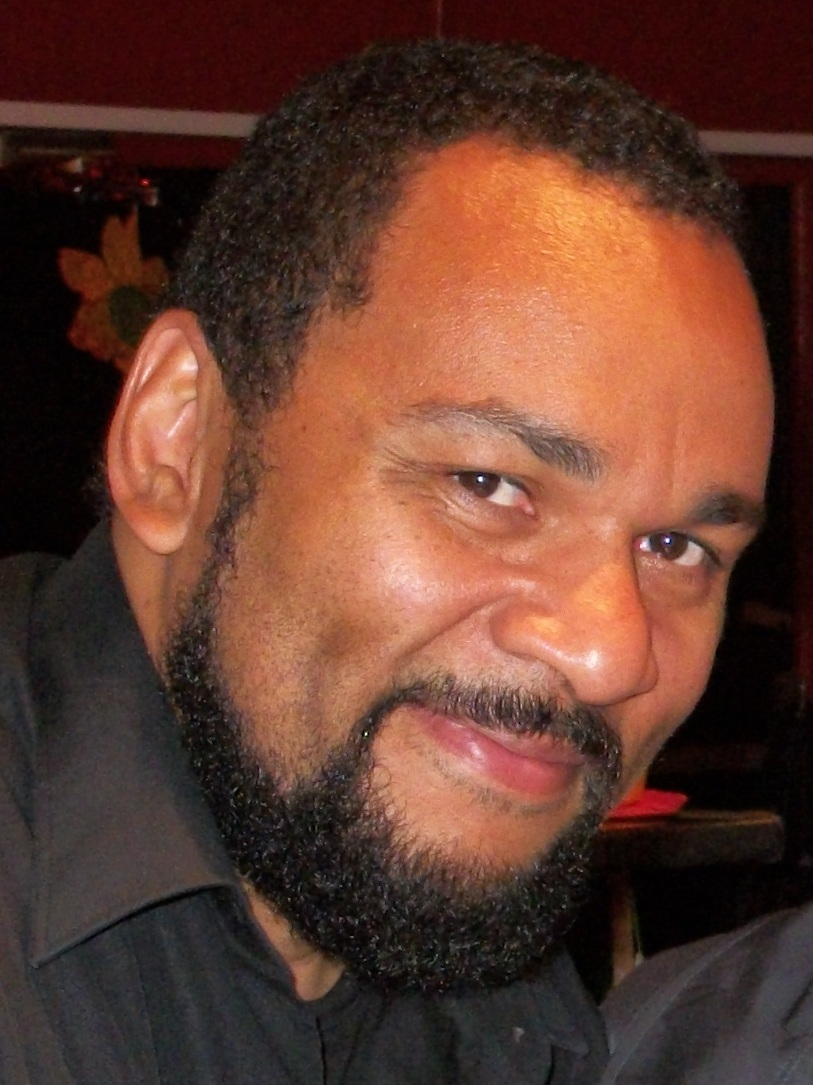
Dieudonné interprète Caius Céplus
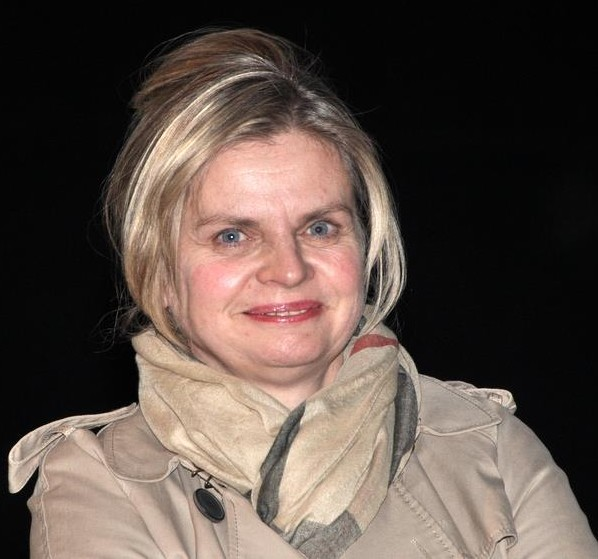
Isabelle Nanty interprète Itinéris

## Production

### Genèse
Après le succès critique et commercial du film Didier, qui avait valu le César de la meilleure première œuvre à Alain Chabat en 1998, le producteur Claude Berri l'encourage à tourner un prochain film, en lui indiquant notamment qu'il possède les droits d'adaptations de la bande dessinée Astérix. Il avait produit Astérix et Obélix contre César, la première adaptation en prise de vues réelles d'Astérix pour le cinéma, qui fut un succès commercial, le film le plus vu dans les salles de cinéma en France durant l'année 1999, avec près de neuf millions de spectateurs.
Ravi par la proposition, Chabat se lance dans la recherche d'un album à adapter, en écartant d'emblée Astérix et Cléopâtre, qui serait trop difficile à tourner et nécessiterait de trop gros moyens. Il s'oriente alors vers Astérix gladiateur, Le Combat des chefs ou encore Astérix légionnaire. Claude Berri, lui, pense directement à Astérix et Cléopâtre comme base d'une adaptation, jugeant qu'avec ses costumes et ses décors somptueux l'album est le « plus cinématographique » d'Astérix, Goscinny et Uderzo l'ayant imaginé après avoir vu au cinéma le Cléopâtre de Joseph L. Mankiewicz,. Malgré l'énorme budget qu'un tel projet devra coûter, il est décidé à lancer cette adaptation et convainc Chabat, lui déclarant : « le sphinx, les Romains, les pyramides, Cléopâtre, etc. Ce sera un spectacle génial à filer aux spectateurs ! ».

### Tournage

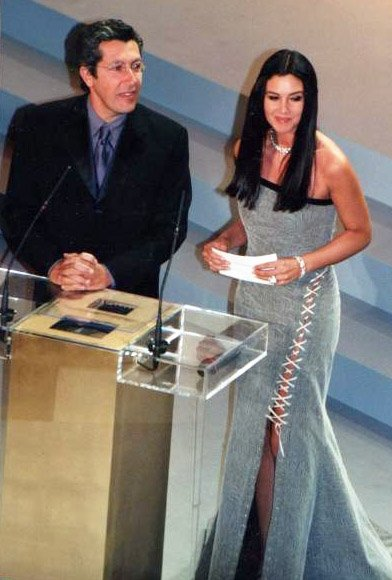
Alain Chabat et Monica Bellucci peu après le tournage du film, en 2001.

Le tournage se déroule du 23 août 2000 au début du mois de février 2001,,.
- Lieux de tournage :
  - Malte : Mediterranean Film Studios[25],[23] ;
  - Maroc : studios Atlas, oasis de Fint, désert[23] ;
  - France : studios d'Épinay et forêt de Fontainebleau[23],[26].

### Musique
La musique originale du film est composée par Philippe Chany, ami d'Alain Chabat depuis le lycée et compositeur des musiques originales des émissions des Nuls, telles que Objectif : Nul, TVN 595, ABCD Nuls et Nulle part ailleurs ainsi que des bandes originales des films La Cité de la peur et Didier. Par ailleurs, appréciant l'idée que « l’acteur principal du film interprète une chanson sur la bande originale du film, à l'instar de Will Smith dans Men in Black ou Wild Wild West », Alain Chabat propose à Jamel Debbouze de chanter un titre pour le générique. Pour ce faire, ils demandent au rappeur américain Snoop Dogg de réaliser une collaboration. Ce dernier accepte, sous l'incitation de ses enfants, fans d'Astérix. Il interprète donc aux côtés de Jamel la chanson Mission Cleopatra, qui constitue le générique de fin du film. 

« Jamel est parti enregistrer pendant dix jours à Los Angeles. Le courant est très bien passé entre eux. Snoop aurait même déclaré à propos de Jamel : « he’s my brother ! ». J’avais donné des directives concernant les paroles : la chanson devait parler d’amour et de paix. »

— Alain Chabat, 2002.
Chansons présentes dans le film :
- I Got You (I Feel Good) de James Brown avec la danse de Jamel Debbouze.
- Walk Like an Egyptian de Liam Sternberg, interprété par Éric Mouquet et Beverly Jo Scott
- Chi Mai d’Ennio Morricone
- Yakety Sax de Kistsch & camp
- Alexandrie Alexandra (Étienne Roda-Gil - Claude François / Jean-Pierre Bourtayre)
- Santiano, adaptation française de Jacques Plante sur les motifs originaux d'une œuvre du domaine public arrangée par Dave Fisher
- Ti amo, interprété par Umberto Tozzi et Monica Bellucci
- Gaz-L de JoeyStarr
- Rêve pour une image de Jack Diéval
- The Imperial March de John Williams, musique extraite de la bande originale du film Star Wars, épisode V : L'Empire contre-attaque
- Mission Cleopatra interprété par Snoop Dogg et Jamel Debbouze
- extraits de Mysteries of Egypt (en)

## Accueil

### Accueil critique
Sur l'agrégateur américain Rotten Tomatoes, le film récolte 86 % d'opinions favorables pour 7 critiques.
En France, le site Allociné propose une note moyenne de 3,8⁄5 à partir de l'interprétation de critiques provenant de 16 titres de presse. La note de 4,1/5 lui a été attribuée par les spectateurs.

### Box-office
Avec un total de 14 559 509 entrées en France, ce film se place dès l'année de sa sortie en deuxième position des films de nationalité française au box-office français, derrière La Grande Vadrouille, mais devant Les Visiteurs. Il est dépassé en 2008 par Bienvenue chez les Ch'tis puis en 2012 par Intouchables, occupant depuis lors la quatrième position des films de nationalité française au box-office français et la neuvième position du box-office français. En Europe, le film a enregistré 21 525 941 entrées.
| Pays              | Box-office (entrées) | Date de sortie  | Distributeur                       | Source |
| ----------------- | -------------------- | --------------- | ---------------------------------- | ------ |
| France            | 14 559 509           | 30 janvier 2002 | Pathé Distribution                 | [ 31 ] |
| Allemagne         | 1 621 762            | 07 mars 2002    |                                    | [ 32 ] |
| Belgique          | 793 389              | 30 janvier 2002 | Alternative Films                  | [ 33 ] |
| Suisse            | 497 008              | 30 janvier 2002 | Pathé Films AG                     | [ 34 ] |
| Luxembourg        | 39 000               | 2002            |                                    | [ 35 ] |
| Union européenne  | 21 567 233           | 2002            |                                    | [ 36 ] |
| Québec            | 651 582              | 2002-2003       | Christals Films/Pathé Distribution | [ 37 ] |
| États-Unis        | 451 762              | 2006            |                                    | [ 38 ] |
| Total hors France | 10 200 000           |                 |                                    | [ 39 ] |
| Total             | 24 800 000           |                 |                                    |        |

Le film est également un succès lors de ses rediffusions à la télévision.
| Date             | Chaîne | Téléspectateurs | Part d'audience |
| ---------------- | ------ | --------------- | --------------- |
| 5 octobre 2004   | TF1    | 12 400 000      | 50,2 %          |
| 14 novembre 2006 | TF1    | 10 651 400      | 40,3 %          |
| 17 février 2009  | TF1    | 8 886 000       | 35,5 %          |
| 4 mars 2012      | TF1    | 8 160 000       | 31,3 %          |
| 19 avril 2015    | TF1    | 6 393 000       | 25,6 %          |
| 24 octobre 2017  | TF1    | 5 962 000       | 25,1 %          |
| 21 octobre 2019  | TF1    | 5 476 000       | 24,3 %          |
| 25 octobre 2021  | TF1    | 5 309 000       | 25,3 %          |
| 30 janvier 2023  | TF1    | 4 980 000       | 24,6 %          |
| 23 février 2025  | TF1    | 4 951 000       | 26,7 %          |

## Distinctions
Entre 2002 et 2003, Astérix et Obélix : Mission Cléopâtre a été sélectionné 5 fois dans diverses catégories et a remporté 1 récompense,.

### Récompenses
- Césars 2003 : César des meilleurs costumes pour Philippe Guillotel, Tanino Liberatore et Florence Sadaune

### Nominations
- Césars 2003 : 
  - Meilleur acteur dans un second rôle pour Gérard Darmon
  - Meilleur acteur dans un second rôle pour Jamel Debbouze
  - Meilleurs décors pour Hoang Thanh At
- Prix du cinéma européen 2002 : meilleur acteur européen pour Alain Chabat

## Version restaurée
Le 21 mai 2023, par l'intermédiaire de l'émission de cinéma Beau Geste, Alain Chabat annonce la sortie d'une version restaurée, prévue pour le 5 juillet de la même année soit 21 ans après la sortie du film original.
Il s'agit d'une version restaurée en 4K HDR avec un son Dolby Atmos.
En plus de la restauration du film, des scènes inédites sont montrées après le générique, dont notamment la version intégrale du célèbre monologue d'Otis.

## Autour du film
- La bande dessinée a fait l'objet d'une première adaptation, en dessin animé en 1968 par Goscinny et Uderzo eux-mêmes : Astérix et Cléopâtre. Claude Zidi a ensuite réalisé Astérix et Obélix contre César, sorti en 1999.
- Pierre Tchernia, narrateur dans plusieurs dessins animés de la franchise, est également narrateur dans le film et tient le rôle d'un général romain.
- On retrouve deux des membres de la troupe des Nuls : Alain Chabat et Chantal Lauby.
- Alain Chabat a mis en scène presque tous les membres de la troupe des Robin des Bois : Marina Foïs, Maurice Barthélemy, Jean-Paul Rouve, Pascal Vincent et Pierre-François Martin-Laval. Il ne manque qu'Élise Larnicol.
- Bien que cascadeur et spécialisé dans les scènes d'actions de combat, le cascadeur Cyril Raffaelli n'est présent au début du film en tant que Romain que pour prendre une baffe d'Obélix.
- Un studio cinématographique à Ouarzazate, au Maroc, a été utilisé pour le tournage[53].
- Édouard Baer indique au sujet du monologue de son personnage d'Otis : « C'était une impro, et au début les producteurs ont prié Alain Chabat de couper cette scène. Incompréhensible et trop longue selon eux. Et après plusieurs années, c'est le moment dont on me parle le plus. Il m'arrive de croiser des jeunes, qui l'ont littéralement apprise par cœur »[54]. À titre d'exemple, le champion de biathlon Martin Fourcade la récite en direct à la télévision, en l'adaptant, après une victoire en relais en Coupe du monde à Ruhpolding en Allemagne, en janvier 2020[55].

### SagaAstérix et Obélix
- 1999 : Astérix et Obélix contre César de Claude Zidi
- 2002 : Astérix et Obélix : Mission Cléopâtre d'Alain Chabat
- 2008 : Astérix aux Jeux olympiques de Thomas Langmann et Frédéric Forestier
- 2012 : Astérix et Obélix : Au service de Sa Majesté de Laurent Tirard
- 2023 : Astérix et Obélix : L'Empire du Milieu de Guillaume Canet